# ロハ (スペイン)
ロハ（Loja）は、スペイン・アンダルシア州グラナダ県にあるムニシピオ（基礎自治体）。グラナダ県の西端にあり、ゴルダ山地（標高1671m）の麓に位置する。

## 歴史
イベリア人やローマ人が特に関心を持つ土地ではなく、イスラム教徒のムーア人が占領後に真の都市化が始まった。アラビア語名メディナ・ラウナ(Medina Lawna)は既に8世紀からその名が知られる戦略上の要地であった。カスティーリャとイスラム国家の国境の町として、1225年にフェルナンド聖王が行った侵攻を含む、数々の戦禍に見舞われた。
1486年、グラナダ王ボアブディルはロハの町をカトリック両王へ明け渡した。女王イサベル1世はこの街を「茨の中の花」(flor entre espinas)と呼んだ。これはイスラム支配下の町がカスティーリャへ取り戻された勝利を讃えた言葉であった。
農業が盛んで、オリーブとグリーン・アスパラガスの生産で知られている。